# Zes Schaduwen in de sneeuw
Zes Schaduwen in de sneeuw is een hoorspelserie naar het gelijknamige boek van Havank. Voor de bewerking zorgde Pieter Terpstra en de NCRV zond ze uit vanaf donderdag 3 juli 1980. De regisseur was Ab van Eyk.

## Delen
- Deel 1 (duur: 21 minuten)
- Deel 2 (duur: 19 minuten)
- Deel 3 (duur: 18 minuten)
- Deel 4 (duur: 18 minuten)

## Rolbezetting
- Jan Borkus (Schaduw)
- Paul van der Lek (commissaris Bruno Silvère)
- Joke Hagelen (Manon, zijn vrouw)
- Frans Somers (Duval)
- Wim Kouwenhoven (Briones, politiechef van Andorra)
- Petra Dumas (mevrouw Aubrespry)
- Rob Fruithof (een ambtenaar)
- Willy Ruys (Guillermo, horlogemaker)
- Paula Majoor (mevrouw Peytari)
- Jan Wegter (sleutelmaker)
- Kommer Kleijn (meester Marty)
- Erik Plooyer (Guillaume Brévier)
- Dick Scheffer (Louis Dambois)
- Olaf Wijnants (een jongeman)
- Cees van Ooyen (Pierre Sié)

## Inhoud
Inspecteur Charles Carlier, bijgenaamd de Schaduw, verneemt van Jacques Briones, de politiechef van de mini-staat Andorra in de Pyreneeën, dat Auguste Aubrespry, de maire van een van de zes provincies, vermoord is en dat zijn sleutel van de kast in het regeringsgebouw weg is. Die sleutel past op een van de zes sloten van de kast, waarin geheimen zitten. De Schaduw is gekomen om de moordenaar te ontdekken…